# Misoumenos
Il Misoumenos è una commedia di Menandro, perduta, ma oggi ricostruibile dai ritrovamenti papiracei degli ultimi trent'anni.

## Tradizione del testo
Della commedia restano circa 500 versi in 13 papiri, ma gravemente danneggiati, sicché non risulta agile ricostruire trama e antefatto.

## Trama
Protagonisti sono il soldato Trasonide e la sua concubina (παλλακή) Cratea che, improvvisamente, al ritorno da Cipro con lui dopo una campagna militare, ha iniziato a odiare l’infelice innamorato. Trasonide, all'inizio della commedia, invocando la Notte, volontariamente resta all'addiaccio fuori dalla sua stessa casa. Vorrebbe essere ricambiato dalla concubina nell'affetto, ma Cratea persiste nell'odio, ritenendo (erroneamente) che Trasonide le abbia ucciso il fratello.  
Nel corso della vicenda Cratea ritrova il padre Demea (giunto ad Atene in cerca della figlia e che pernotta in casa di Clinia, vicino del soldato), ma resta ostile al suo innamorato, con uno spietato rifiuto dell'amore di Trasonide al momento in cui lui lo dichiara in presenza del padre di lei. Un matrimonio (dopo che riappare il fratello di Cratea) concludeva la commedia.